# Vianauragus hamaticollis
Vianauragus hamaticollis är en skalbaggsart som först beskrevs av Guérin-Méneville 1844.  Vianauragus hamaticollis ingår i släktet Vianauragus och familjen långhorningar. Inga underarter finns listade i Catalogue of Life.